# 안소현

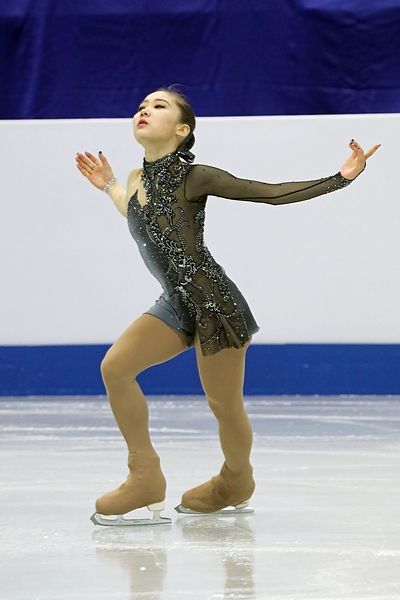
2017년 주니어 그랑프리 챌린지에 참가한 안소현

안소현(安昭炫, 2001년 12월 28일 ~ )은 대한민국의 피겨 스케이트 선수이다. 신목고등학교를 나왔다. 2015년 서울 피겨 스케이팅 챔피언십에서 동메달, 2017년 CS 민스크 아레나 아이스 스타에서 동메달을 획득했다.